# Yelizaveta của Nga
Elizaveta Petrovna (tiếng Nga: Елизаве́та (Елисаве́т) Петро́вна; 29 tháng 12 [lịch cũ 18 tháng 12] năm 1709 - 5 tháng 1 [lịch cũ 25 tháng 12 năm 1761] năm 1762), cũng được gọi là Yelisavet hay Elizabeth, là Nữ hoàng nước Nga từ năm 1741 đến khi qua đời năm 1762, tổng cộng 20 năm. Bà vẫn là một trong những vị quân chủ Nga được yêu thích nhất vì trong suốt thời gian trị vì của mình, bà đã không ra lệnh xử tử bất kỳ một người nào, ngoài ra bà còn cho xây dựng nhiều công trình tiêu biểu và sự phản đối mạnh mẽ của bà đối với các chính sách bành trướng của Vương quốc Phổ.
Là con gái thứ hai của Sa hoàng Pyotr Đại đế (trị vì 1682–1725), Elizaveta đã trải qua những cuộc kế vị hỗn loạn sau cái chết của người anh cùng cha khác mẹ là Thái tử Alexei vào năm 1718. Ngai vàng đầu tiên được trao cho mẹ bà là Yekaterina I của Nga (trị vì 1725–1727), sau đó là cháu trai Pyotr II của Nga, người đã qua đời vào năm 1730 và được kế vị bởi người chị họ đời đầu của Elizaveta là Anna của Nga (trị vì 1730–1740). Sau thời kỳ cai trị ngắn ngủi của cháu trai của Anna là Ivan VI, Elizaveta đã giành lấy ngai vàng dưới sự hỗ trợ của quân đội và tuyên bố cháu trai của mình là Karl Peter Ulrich (Pyotr III tương lai), sẽ trở thành người thừa kế của bà.
Trong thời gian trị vì của mình, Elizaveta tiếp tục các chính sách của cha mình và mang lại một Thời đại Khai sáng đáng chú ý ở Nga. Các chính sách nội trị của bà cho phép các nhà quý tộc Nga giành được quyền thống trị trong chính quyền địa phương, trong khi rút ngắn thời hạn phục vụ của họ trọng triều đình trung ương. Bà khuyến khích Mikhail Lomonosov thành lập Đại học Moscow, cơ sở giáo dục cấp cao nhất của Nga. Triều đình của bà trở thành một trong những triều đình lộng lẫy nhất ở châu Âu thời bấy giờ, đặc biệt là về kiến trúc: bà hiện đại hóa hệ thống giao thông của Nga, khuyến khích Ivan Shuvalov thành lập Học viện Học viện Nghệ thuật Hoàng gia Nga và tài trợ cho các dự án Baroque hoành tráng của kiến trúc sư yêu thích của bà là Francesco Bartolomeo Rastrelli, đặc biệt là tại Cung điện Peterhof. Cung điện Mùa đông và Tu viện Smolny ở Saint Petersburg là một trong những di tích chính trong triều đại của bà.
Elizaveta lãnh đạo Đế chế Nga trong hai cuộc xung đột lớn ở châu Âu thời bấy giờ: Chiến tranh Kế vị Áo (1740–1748) và Chiến tranh Bảy năm (1756–1763). Bà và nhà ngoại giao Alexey Bestuzhev-Ryumin đã giải quyết sự kiện đầu tiên bằng cách thành lập liên minh với Áo và Pháp, nhưng gián tiếp gây ra sự kiện thứ hai. Quân đội Nga đã giành được một số chiến thắng trước Phổ và chiếm đóng Berlin trong thời gian ngắn, nhưng khi Friedrich Đại đế cuối cùng đã cân nhắc đầu hàng vào tháng 1 năm 1762, Nữ hoàng Nga đã qua đời. Bà là thành viên phụ hệ cuối cùng của Vương tộc Romanov trị vì Đế quốc Nga.

## Thân thế

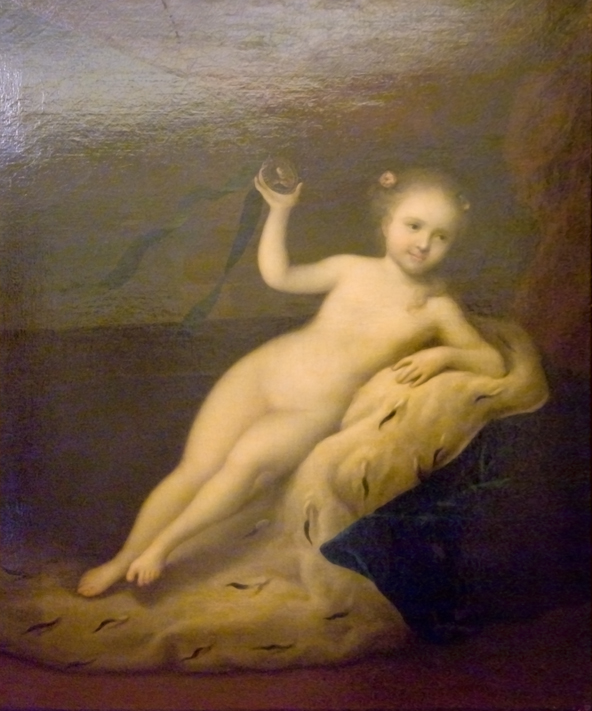
Tranh vẽ Elizaveta dựa vào hình tượng Venus, khoảng năm 1710.

Elizaveta sinh tại Kolomenskoye, gần Moskva, vào ngày 18 tháng 12 (theo lịch cũ). Bà là con gái của Peter Đại Đế và Hoàng hậu Yekaterina, người về sau trở thành Nga hoàng sau khi Peter Đại Đế băng hà. Yekaterina từng là thị nữ trong dinh thự của Peter, và dù không có sách vở chính thức ghi lại, nhưng người đời nhận định Yekaterina và Peter đã lén tổ chức một cuộc hôn lễ tại nhà thờ lớn ở St. Petersburg. Thời gian được xác định vào khoảng 23 tháng 10 đến 1 tháng 12 trong năm 1707. Về sau, Peter chính thức tổ chức hôn lễ long trọng với Yekaterina trong Thánh đường Thánh Isaac tại St. Petersburg vào ngày 9 tháng 12 năm 1712, và lúc này thì Elizaveta cùng chị gái là Anna Petrovna chính thức được công nhận là con hợp pháp.
Về việc này, về sau các đối thủ chính trị đã dùng để chất vấn tư cách kế vị ngai vàng Đế quốc Nga của Elizaveta về sau.
Một trong 2 người con duy nhất sống đến tuổi trưởng thành của Peter Đại Đế, Elizaveta cùng chị là Anna được ban danh hiệu Tsarevna vào ngày 6 tháng 3 năm 1711 và danh hiệu Tsesarevich vào ngày 23 tháng 12 năm 1721, với tư cách là người thừa kế ngai vàng Nga của Peter Đại Đế. Trước đó, Peter Đại Đế có người con trai là Alexei Petrovich, con riêng của Peter với người vợ đầu là Eudoxia Lopukhina, sau đó đã được định làm Tsarevich. Tuy nhiên, Tsarevich qua đời vào năm 1718 nên vị trí chuyển về 2 chị em bà.
Khi còn là một đứa trẻ, Elizaveta rất được cha là Hoàng đế Peter yêu mến vì sự thông minh và rất giống ông. Bà được đánh giá là xinh đẹp và thông minh nhưng không nhận được một nền giáo dục có hệ thống tốt. Thậm chí, tuy Peter yêu thích con gái, nhưng bản thân ông cũng chưa hề đặt nặng sự giáo dục cho bà. Khi đó, ông có một người con trai (Alexei Petrovich) và một cháu trai, nên không hề mảy may đến việc một ngày, con gái ông có thể trở thành Nga hoàng.
Việc giáo dục 2 người con gái được Hoàng hậu Yekaterina lo liệu, nhưng bản thân bà cũng là một người ít học. Elizaveta được một gia sư người Pháp dạy dỗ, và bà thông theo tiếng Ý, tiếng Đức và tiếng Pháp. Ngoài ra, bà rất thành thạo những môn thể thao tỉ như cưỡi ngựa và khiêu vũ. Khi trưởng thành, bà làm người ta kinh ngạc bởi vẻ đẹp xuất chúng của mình, và nhanh chóng trở thành một biểu tượng sắc đẹp của Đế quốc Nga.

## Bảy năm chinh chiến
Một sự kiện quan trọng cuối triều Elizaveta chính là cuộc chiến tranh Bảy năm. Chính phủ Nga hoàng xem Hiệp định Westminster (vào ngày 16 tháng 1 năm 1756, theo đó Đế quốc Anh và Vương quốc Phổ sẵn sàng cùng nhau bảo vệ đất Đức thoát khỏi bất cứ 1 tên ngoại bang xâm lược nào) đã hoàn toàn phá vỡ những thỏa thuận trước đó giữa Đế quốc Nga và Anh. Do đó, bà tham gia liên minh chống nước Phổ - Brandenburg, và bà cũng căm ghét vua nước này là Friedrich II Đại Đế. Bà muốn đánh đổ Đế chế Phổ thành một tiểu quốc, để vua Friedrich II không gây mối đe dọa gì cho Đế quốc Nga. Với Hiệp định, liên minh giữa Nữ hoàng Nga, Nữ hoàng Áo và vua Pháp được thành lập để chống lại vua nước Phổ.

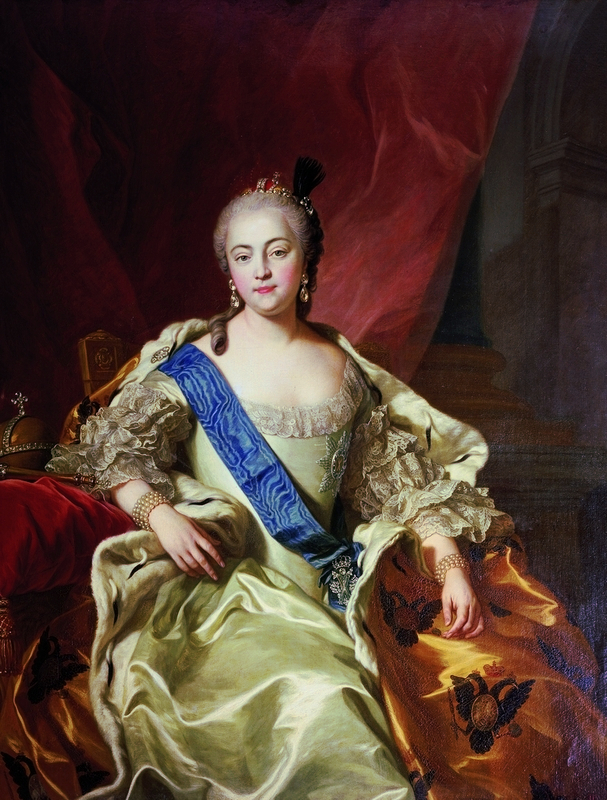
Nữ hoàng Elizaveta của Đế quốc Nga, tranh bởi Carle Vanloo.

Vào ngày 17 tháng 5 năm 1757, 85.000 quân tinh nhuệ Nga tiến đánh Königsberg.. Vào ngày 30 tháng 8, Quân đội Nga của Nguyên soái Stepan Fedorovich Apraksin đánh tan tác một toán quân Phổ nhỏ trong trận Gross-Jägersdorf. Tuy nhiên, do hệ thống tiếp viện tồi tệ của Quân đội Nga, S. F. Apraksin rút lui và Nữ hoàng đã mang ông ra Tòa án Quân sự. Bà cũng cách chức Thủ tướng Nga Bestuzhev do ông ta toan tính lật đổ người thừa kế ngai vàng Nga - Đại vương công Peter. Vào năm 1758, Nữ hoàng Nga quyết định phát động một chiến dịch khác: Tướng William Fermor mang 90.000 quân đánh Phổ, nhưng bị vua Friedrich II Đại Đế đánh bại, phải rút về.
Vào năm 1760, Quân đội Nga chỉ chiếm được kinh thành Berlin trong một thời gian ngắn. Trong chiến dịch năm 1761, Quân đội nước Nga cũng chẳng gặt hái được thành công gì, gần giống chiến dịch năm 1760. Với thiên tài quân sự của mình, vua Friedrich II Đại Đế tiến hành phòng thủ (Quân đội Nga không đánh một trận lớn nào với ông vua này), và Quân đội Nga (dưới sự chỉ huy của Nguyên soái Pyotr Aleksandrovich Rumyantsev) chỉ chiếm được mỗi pháo đài Kolberg vào ngày Giáng sinh năm 1761. Tuy nhiên, vua Friedrich II đã lâm vào tình thế hết sức khó khăn. Vào ngày 6 tháng 1 năm 1762, ông ngự bút thư gửi Thủ tướng nước Phổ là Bá tước Karl-Wilhelm Finck von Finckenstein:
| “ | Đã đến lúc chúng ta phải nghĩ đến việc giữ lấy non sông đất nước cho cháu của Trẫm, qua việc đàm phán để bằng mọi giá giữ lấy từng tấc đất của nước non nhà thoát khỏi tay bọn giặc thù tàn nhẫn. | ” |
| — Friedrich II Đại Vương (điều này có nghĩ, ông có thể nhận lấy cái chết anh dũng của người chiến binh ngay khi nào có thể) | |   |

Nhưng, Nữ hoàng Elizaveta đã đẩy nước Nga đến kiệt quệ. Ngay từ tháng 11 năm 1760, tình hình kinh tế Nga đã lâm vào nguy kịch, đến nỗi Thủ tướng Nga là Mikhail I. Vorontsov (1756 - 1762) đã khuyên Nữ hoàng chấm dứt chiến tranh, vì nước Nga có lẽ không còn tiềm năng tham chiến nữa: triều đình Nga hoàng đã chi phí đến 40 triệu rúp. Vào năm 1761, Quân đội Nga cũng thất bại trong việc chiếm đóng Stettin, trong khi đồng minh của họ là quân Thụy Điển cũng bị quân Phổ đánh bại. Mãi đến một hôm, vào năm 1762, nhà vua nước Phổ gửi thư cho Vương công Ferdinand xứ Brunswick:
| “                      | Bầu trời đã quang đãng. Ái khanh, hãy dũng cảm lên. Trẫm vừa nhận được một tin vui. | ” |
| — Friedrich II của Phổ |                                                                                     |   |

Và, tin vui đó chính là việc Nữ hoàng Elizaveta qua đời vào ngày 5 tháng 1 năm 1762 theo lịch Gregory, đưa nhà vua nước Phổ khỏi tình thế khó khăn (Phép lạ của Nhà Brandenburg).